# Norrträsket, Norrbotten
Norrträsket är en sjö i Luleå kommun i Norrbotten och ingår i Alåns huvudavrinningsområde. Sjön är 7,4 meter djup, har en yta på 0,261 kvadratkilometer och befinner sig 79,1 meter över havet.

## Delavrinningsområde
Norrträsket ingår i det delavrinningsområde (729006-176264) som SMHI kallar för Utloppet av Inre Bjursträsket. Medelhöjden är 102 meter över havet och ytan är 31,47 kvadratkilometer. Det finns inga avrinningsområden uppströms utan avrinningsområdet är högsta punkten. Båthusbäcken som avvattnar avrinningsområdet har biflödesordning 3, vilket innebär att vattnet flödar genom totalt 3 vattendrag innan det når havet efter 21 kilometer. Avrinningsområdet består mestadels av skog (75 procent). Avrinningsområdet har 3,36 kvadratkilometer vattenytor vilket ger det en sjöprocent på 10,7 procent.